# 장상사
《장상사》(長相思)는 2023년 방송되었던 중국의 드라마이다.

## 줄거리
- 고신의 왕녀 구요는 백 년의 고난을 겪으며 신분과 미모를 잃고 민소육이 된다. 헌원의 왕자 창현이 소요를 찾아 나선다. 민소육은 우연히 청구 공자 도산경을 구하고, 점차 사랑이 싹트게 된다. 민소육과 창현은 우여곡절 끝에 서로를 알아보게 되고, 그녀는 왕녀의 신분을 회복한다. 창현은 소요의 도움으로 천하 통일의 대업을 이룬 뒤 도산경과 함께 강호에 은거한다. 창현은 소요의 행복과 평안한 삶을 위해 나라를 다스리는 데 모든 힘을 쏟는다.

## 등장 인물
- 양쯔 - 소요 역
- 장만의 (張晚意) - 창현 역
- 탄젠츠 - 상류 역
- 등위 (邓为) - 도산경 역
- 대로와 (代露娃) - 아념 역
- 왕홍의 (王弘毅) - 적수풍융 역
- 양즈원 - 금천성심 역

## 참고 사항
- 중국 현지에서 방송한지 두달만에 중화TV에서 VOD 저작권을 구입했다 국내 방송일자는 내년 8월 19일이다.